# Widok (bazy danych)
Widok (perspektywa) to logiczny byt (obiekt), osadzony na serwerze baz danych. Umożliwia dostęp do podzbioru kolumn i wierszy tabel lub tabeli na podstawie zapytania w języku SQL, które stanowi część definicji tego obiektu.
Przy korzystaniu z widoku jako źródła danych należy odwoływać się identycznie jak do tabeli.
Operacje wstawiania, modyfikowania oraz usuwania rekordów nie zawsze są możliwe (np. w sytuacji gdy widok udostępnia część kolumn dwóch tabel tb_A oraz tb_B bez kolumny z kluczem głównym tabeli tb_B).
W niektórych DBMS widok służy wyłącznie do pobierania wyników i ograniczania dostępu do danych.
Składnia SQL do utworzenia widoku:
```
CREATE
 
VIEW
 
nazwa_widoku
 
[(
kolumna1
,
 
kolumna2
,
 
...
 
,
 
kolumnaN
 
)]

AS
 

SELECT
 
...;

```

Składnia SQL do pobrania danych z widoku:
```
SELECT
 
*
 
FROM
 
nazwa_widoku
;

```